# A View to a Kill
|  | For titelsangen, se A View to a Kill (sang) |
A View to a Kill (Agent 007 i skudlinien) er en britisk actionfilm fra 1985. Filmen er den 14. i EON Productions serie om den hemmelige agent James Bond, der blev skabt af Ian Fleming. Den er opkaldt efter novellen From a View to a Kill fra Flemings novellesamling For Your Eyes Only fra 1960, men bortset fra at en del af handlingen foregår i Paris, har den intet med denne at gøre.
Med denne film sagde Roger Moore og Lois Maxwell farvel til serien efter henholdsvis syv og fjorten film. Moore blev især kritiseret for, at han med sine 57 år var for gammel til rollen som James Bond. Moore selv var også utilfreds, ikke mindst med et masseskyderi, som han ikke syntes hørte hjemme i en Bond-film. For Maxwell gjaldt til gengæld, at hun var den eneste skuespiller, der havde været med i serien siden starten. Maxwell bad om, at hendes figur Miss Moneypenny blev dræbt, men producenterne valgte i stedet at give rollen til Caroline Bliss.

## Handling
Den psykotiske Microchip-producent Max Zorin har tilsyneladende ikke rent mel i posen. Bond ser på sagen og finder ud at Zorin både doper sine væddeløbsheste og har planer om at oversvømme Silicon Valley. Men Zorin har gjort regning uden Bond, der trodser både færdselslove, vilde heste, drukning og brand i jagten på forbryderen.

## Medvirkende
- Roger Moore – James Bond
- Christopher Walken – Max Zorin
- Tanya Roberts – Stacy Sutton
- Grace Jones – May Day
- Dolph Lundgren - Venz
- Patrick Macnee – Sir Godfrey Tibbett
- Alison Doody – Jenny Flex
- Fiona Fullerton – Pola Ivanova
- Willoughby Gray – Dr. Carl Mortner
- Patrick Bauchau – Scarpine.
- Walter Gotell – General Gogol
- Geoffrey Keen – Minister of Defense
- Robert Brown – M
- Desmond Llewelyn – Q
- Lois Maxwell – Moneypenny